# Berceo
Berceo è un comune spagnolo di 211 abitanti situato nella comunità autonoma di La Rioja.